# 煥德科技
煥德科技（英語：Adonit）全名煥德科技股份有限公司是一間在奧斯汀與臺北市兩地設立的跨國公司。2010年在Kickstarter的募資活動而成立的，提供消費電子產品與軟體，包含以IPad為主的电容式感应觸控筆、流動應用程式與软件开发工具包。

## 外部連結
- 官方网站